# Chorisoneura nobilis
Chorisoneura nobilis är en kackerlacksart som beskrevs av Rocha e Silva och Aguiar 1977. Chorisoneura nobilis ingår i släktet Chorisoneura och familjen småkackerlackor. Inga underarter finns listade i Catalogue of Life.